# Campeonato Mundial de Esportes Aquáticos de 1986
O Campeonato Mundial de Esportes Aquáticos de 1986 foi a quinta edição do Campeonato Mundial de Esportes Aquáticos. Foi realizado na cidade de Madrid, na Espanha, de 13 a 23 de agosto.

## Esportes
- Nado Sincronizado
- Natação
- Polo Aquático
- Saltos Ornamentais

## Quadro de Medalhas
| #  | País               | Gold | Silver | Bronze | Total |
| -- | ------------------ | ---- | ------ | ------ | ----- |
| 1  | Alemanha Oriental  | 14   | 11     | 4      | 29    |
| 2  | Estados Unidos     | 10   | 10     | 13     | 33    |
| 3  | Alemanha Ocidental | 4    | 2      | 1      | 7     |
| 4  | Canadá             | 3    | 2      | 2      | 7     |
| 5  | Hungria            | 3    | 0      | 0      | 3     |
| 6  | China              | 2    | 4      | 1      | 7     |
| 7  | União Soviética    | 2    | 3      | 7      | 12    |
| 8  | Romênia            | 1    | 0      | 1      | 2     |
| 9  | Austrália          | 1    | 0      | 0      | 1     |
|    | Iugoslávia         | 1    | 0      | 0      | 1     |
| 11 | Itália             | 0    | 3      | 0      | 3     |
| 12 | Países Baixos      | 0    | 1      | 4      | 5     |
| 13 | Reino Unido        | 0    | 1      | 2      | 3     |
| 14 | Bulgária           | 0    | 1      | 1      | 2     |
|    | França             | 0    | 1      | 1      | 2     |
|    | Suíça              | 0    | 1      | 1      | 2     |
| 17 | Nova Zelândia      | 0    | 1      | 0      | 1     |
| 18 | Japão              | 0    | 0      | 2      | 2     |
| 19 | Dinamarca          | 0    | 0      | 1      | 1     |

## Resultados

### Natação
Masculino
| Evento          | Ouro                                                                                     | Prata                                                                                    | Bronze                                                                            |
| 50 m Livre      | Tom Jager Estados Unidos 22,49                                                           | Dano Halsall Suíça 22,80                                                                 | Matt Biondi Estados Unidos 22,85                                                  |
| 100 m Livre     | Matt Biondi Estados Unidos 48,94 CR                                                      | Stéphan Caron França 49,73                                                               | Tom Jager Estados Unidos 49,79                                                    |
| 200 m Livre     | Michael Gross Alemanha Ocidental 1:47,92 CR                                              | Sven Lodziewski Alemanha Oriental 1:49,12                                                | Matt Biondi Estados Unidos 1:49,43                                                |
| 400 m Livre     | Rainer Henkel Alemanha Ocidental 3:50,05 CR                                              | Uwe Dassler Alemanha Oriental 3:51,26                                                    | Dan Jorgensen Estados Unidos 3:51,33                                              |
| 1.500 m Livre   | Rainer Henkel Alemanha Ocidental 15:05,31                                                | Stefano Battistelli Itália 15:14,80                                                      | Dan Jorgensen Estados Unidos 15:16,23                                             |
| 100 m Costas    | Igor Polyansky URSS 55,58 CR                                                             | Dirk Richter Alemanha Oriental 56,49                                                     | Sergey Zabolotnov URSS 56,57                                                      |
| 200 m Costas    | Igor Polyansky URSS 1:58,78 CR                                                           | Frank Baltrusch Alemanha Oriental 2:01,11                                                | Frank Hoffmeister Alemanha Ocidental 2:02,42                                      |
| 100 m Peito     | Victor Davis Canadá 1:02,71 CR                                                           | Gianni Minervini Itália 1:03,00                                                          | Dmitry Volkov URSS 1:03,30                                                        |
| 200 m Peito     | József Szabó Hungria 2:14,27 CR                                                          | Victor Davis Canadá 2:14,93                                                              | Steve Bentley Estados Unidos 2:16,51                                              |
| 100 m Borboleta | Pablo Morales Estados Unidos 53,54 CR                                                    | Matt Biondi Estados Unidos 53,67                                                         | Andy Jameson Reino Unido 53,81                                                    |
| 200 m Borboleta | Michael Gross Alemanha Ocidental 1:56,53 CR                                              | Anthony Mosse Nova Zelândia 1:58,36                                                      | Benny Nielsen Dinamarca 1:59,09                                                   |
| 200 m Medley    | Tamás Darnyi Hungria 2:01,57 CR                                                          | Alex Baumann Canadá 2:02,34                                                              | Vadim Yaroshchuk URSS 2:02,61                                                     |
| 400 m Medley    | Tamás Darnyi Hungria 4:18,98 CR                                                          | Vadim Yaroshchuk URSS 4:22,03                                                            | Alex Baumann Canadá 4:22,58                                                       |
| 4x100 m Livre   | Estados Unidos 3:19,89 Tom Jager Michael Heath Paul Wallace Matt Biondi                  | URSS 3:21,14 Gennadiy Prigoda Nikolay Yevseyev Sergey Smiriyagin Aleksey Markovskiy      | Alemanha Oriental 3:21,47 Dirk Richter Jörg Woithe Sven Lodziewski Steffen Zesner |
| 4x200 m Livre   | Alemanha Oriental 7:15,91 Lars Hinneburg Thomas Flemming Dirk Richter Sven Lodziewski CR | Alemanha Ocidental 7:15,96 Rainer Henkel Michael Gross Alexander Schowtka Thomas Fahrner | Estados Unidos 7:18,29 Eric Boyer Michael Heath Dan Jorgensen Matt Biondi         |
| 4x100 m Medley  | Estados Unidos 3:41,25 Dan Yeatch David Lundberg Pablo Morales Matt Biondi               | Alemanha Ocidental 3:42,26 Frank Hoffmeister Bert Göbel Michael Gross André Schadt       | URSS 3:42,63 Igor Polyansky Dmitry Volkov Aleksey Markovskiy Nikolay Yevseyev     |

Feminino
| Evento          | Ouro                                                                                          | Prata                                                                           | Bronze                                                                                    |
| 50 m Livre      | Tamara Costache Romênia 25,28 WR                                                              | Kristin Otto Alemanha Oriental 25,50                                            | Marie-Thérèse Armentero Suíça 25,93                                                       |
| 100 m Livre     | Kristin Otto Alemanha Oriental 55,05 CR                                                       | Jenna Johnson Estados Unidos 55,70                                              | Conny van Bentum Holanda 55,79                                                            |
| 200 m Livre     | Heike Friedrich Alemanha Oriental 1:58,26 CR                                                  | Manuela Stellmach Alemanha Oriental 1:58,90                                     | Mary T. Meagher Estados Unidos 2:00,14                                                    |
| 400 m Livre     | Heike Friedrich Alemanha Oriental 4:07,45                                                     | Astrid Strauß Alemanha Oriental 4:09,16                                         | Sarah Hardcastle Reino Unido 4:09,85                                                      |
| 800 m Livre     | Astrid Strauß Alemanha Oriental 8:28,24                                                       | Katja Hartmann Reino Unido 8:28,44                                              | Debbie Babashoff Estados Unidos 8:34,04                                                   |
| 100 m Costas    | Betsy Mitchell Estados Unidos 1:01,74                                                         | Kathrin Zimmermann Alemanha Oriental 1:02,17                                    | Natalya Shibayeva URSS 1:02,25                                                            |
| 200 m Costas    | Cornelia Sirch Alemanha Oriental 2:11,37                                                      | Betsy Mitchell Estados Unidos 2:11,39                                           | Kathrin Zimmermann Alemanha Oriental 2:11,45                                              |
| 100 m Peito     | Sylvia Gerasch Alemanha Oriental 1:08,11 WR                                                   | Silke Hörner Alemanha Oriental 1:08,41                                          | Tania Bogomilova Bulgária 1:08,52                                                         |
| 200 m Peito     | Silke Hörner Alemanha Oriental 2:27,40 WR                                                     | Tania Bogomilova Bulgária 2:27,66                                               | Allison Higson Canadá 2:31,34                                                             |
| 100 m Borboleta | Kornelia Greßler Alemanha Oriental 59,51                                                      | Kristin Otto Alemanha Oriental 59,66                                            | Mary T. Meagher Estados Unidos 59,98                                                      |
| 200 m Borboleta | Mary T. Meagher Estados Unidos 2:08,41 CR                                                     | Kornelia Greßler Alemanha Oriental 2:10,66                                      | Birte Weigang Alemanha Oriental 2:10,68                                                   |
| 200 m Medley    | Kristin Otto Alemanha Oriental 2:15,56                                                        | Yelena Dendeberova 2:15,84                                                      | Kathleen Nord Alemanha Oriental 2:16,05                                                   |
| 400 m Medley    | Kathleen Nord Alemanha Oriental 4:43,75                                                       | Michelle Griglione Estados Unidos 4:44,07                                       | Noemi Lung Romênia 4:45,44                                                                |
| 4x100 m Livre   | Alemanha Oriental 3:40,57 Kristin Otto Manuela Stellmach Sabine Schulze Heike Friedrich WR    | Estados Unidos 3:44,04 Jenna Johnson Dara Torres Mary T. Meagher Betsy Mitchell | Holanda 3:46,89 Conny van Bentum Laura Leideritz Karin Brienisse Annemarie Verstappen     |
| 4x200 m Livre   | Alemanha Oriental 7:59,33 Manuela Stellmach Astrid Strauß Nadja Bergknecht Heike Friedrich WR | Estados Unidos 8:02,12 Betsy Mitchell Mary T. Meagher Kim Brown Mary Wayte      | Holanda 8:09,59 Annemarie Verstappen Jolanda van de Meer Marianne Muis Conny van Bentum   |
| 4x100 m Medley  | Alemanha Oriental 4:04,82 Kathrin Zimmermann Sylvia Gerasch Kornelia Greßler Kristin Otto CR  | Estados Unidos 4:07,75 Betsy Mitchell Jenny Hau Mary T. Meagher Jenna Johnson   | Holanda 4:10,70 Jolanda de Rover Petra van Staveren Conny van Bentum Annemarie Verstappen |

Legenda
| Recorde mundial       | Recorde mundial (World record)               |                       | Recorde africano                      | Recorde africano (African) |                                           | Q | Classificado por posição (Qualified) |
| Recorde do campeonato | Recorde do campeonato (Championship record)  | Recorde da América    | Recorde da América (Americas)         | q                          | Classificado por melhor tempo (Qualified) |   |                                      |
| Melhor marca do ano   | Melhor marca do ano (World leading)          | Recorde asiático      | Recorde asiático (Asian)              | DNS                        | Não largou (Did not start)                |   |                                      |
| Recorde nacional      | Recorde nacional (National record)           | Recorde europeu       | Recorde europeu (European)            | DNF                        | Não terminou (Did not finish)             |   |                                      |
| Recorde pessoal       | Recorde pessoal do atleta (Personal best)    | Recorde da Oceania    | Recorde da Oceania (Oceania)          | DSQ / DQ                   | Desclassificado (Disqualified)            |   |                                      |
| Recorde da temporada  | Recorde da temporada do atleta (Season best) | Recorde sul-americano | Recorde sul-americano (South America) | NM                         | Sem marca (No mark)                       |   |                                      |

### Saltos Ornamentais
| Evento                   | Ouro                                    | Prata                         | Bronze                                  |
| Trampolim 3m Masculino   | Greg Louganis Estados Unidos 750,06 pts | Tan Liangde China 692,28 pts  | Li Hongping China 642,06 pts            |
| Plataforma 10m Masculino | Greg Louganis Estados Unidos 668,58 pts | Li Kongzheng China 624,33 pts | Bruce Kimball Estados Unidos 599,91 pts |
| Trampolim 3m Feminino    | Gao Min China 582,90 pts                | Li Yihua China 549,42 pts     | Marina Babkova URSS 525,21 pts          |
| Plataforma 10m Feminino  | Chen Lin China 449,67 pts               | Lu Wei China 422,25 pts       | Wendy Wyland Estados Unidos 412,47 pts  |

### Nado Sincronizado
| Evento  | Ouro                                            | Prata                                                    | Bronze                                   |
| Solo    | Carolyn Waldo Canadá 200,033                    | Sarah Josephson Estados Unidos 194,967                   | Muriel Hermine França 188,250            |
| Dueto   | Michelle Cameron & Carolyn Waldo Canadá 196,267 | Karen Josephson & Sarah Josephson Estados Unidos 193,401 | Megumi Ito & Mikako Kotani Japão 185,467 |
| Equipes | Canadá 191,000                                  | Estados Unidos 190,821                                   | Japão 185,763                            |

### Pólo Aquático
| Evento    | Ouro       | Prata   | Bronze         |
| Masculino | Iugoslávia | Itália  | URSS           |
| Feminino  | Austrália  | Holanda | Estados Unidos |